# Jan Willem Kips

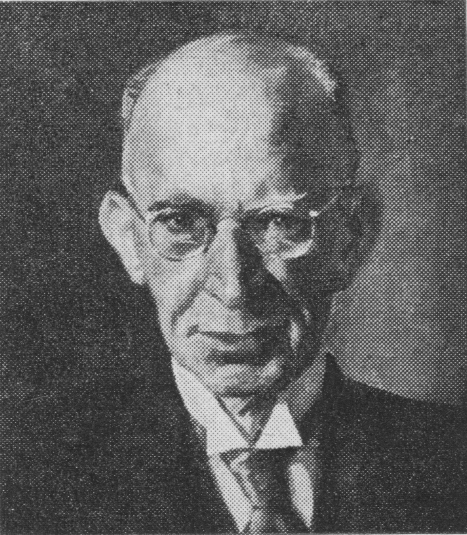
Ir. J.W. Kips

Jan Willem Kips (Utrecht, 27 juni 1880 – Den Haag, 23 november 1964) was een Nederlands ingenieur en voetbalbestuurder.
Kips was vanaf 1896 bestuurslid en van 1903 tot 1906 voorzitter van de Haagse voetbalclub HBS. Vanaf 1906 was hij bestuurslid van de Nederlandse Voetbalbond (NVB). In 1919 volgde hij Jasper Warner op als voorzitter van de NVB. Kips bleef dit tot 1930, toen hij werd opgevolgd door Dirk van Prooije. De NVB had inmiddels het predicaat Koninklijk gekregen en was daarmee in 1929 KNVB geworden.
In het maatschappelijk leven was Kips directeur van een constructiebedrijf in Schiedam en later leraar op een middelbare school in Den Haag.
Jan Willem Kips overleed na een ziekte van enkele weken op 84-jarige leeftijd in het ziekenhuis Bronovo in Den Haag.